# 관인고등학교
관인고등학교(官仁高等學校)는 대한민국 경기도 포천시 관인면 탄동리에 있는 공립 고등학교이다.

## 학교 연혁
- 1955년 4월 27일 : 관인중학교 설립인가 (6학급)
- 1956년 6월 25일 : 초대 이영발 교장 취임
- 1971년 12월 14일 : 관인고등학교 설립인가(3학급)
- 2002년 9월 6일 : 관인고등학교 학칙 변경 (6학급)
- 2023년 3월 2일 : 제23대 황만식 교장 취임
- 2024년 1월 9일 : 관인중학교 제68회 졸업식 수여식(총 중학교 6,339명)
- 2024년 1월 9일 : 관인고등학교 제50회 졸업식 수여식(총 고등학교 4,146명)
- 2024년 3월 4일 : 관인중학교 7명 입학
- 2024년 3월 4일 : 관인고등학교 12명 입학

## 참고 자료
- 관인고등학교 - 한국교육학술정보원 학교알리미